# エドモンド・マローン
エドモンド・マローン (英: Edmond Malone, 1741年10月4日 - 1812年5月25日) は、アイルランドのシェイクスピア学者であり、ウィリアム・シェイクスピア作品の編集者でもある。マローンはまた、当時の多くの学者がシェイクスピアの本物の著作であると信じたアイアランド贋作事件を論駁した中心人物でもあった。

## 来歴

### 出生と生い立ち
エドモンド・マローンは1741年10月4日、アイルランド王国の首都ダブリンで父エドモンド・マローン（1704年 - 1774年）、母キャサリン・コリアのもとに生まれる。父はアイルランド議会の下院議員、アイルランドの民訴裁判所の裁判官でもあり、母は第1代キャザーロー伯爵ロバート・ナイトの姪であった。マローンにはヘンリエッタとキャサリンという2人の姉妹がおり、また兄にリチャード・マローン（のちにサンダーリン卿となる）がいた。父エドモンド・マローンは法律家や政治家として成功した人物であり、オックスフォード大学やロンドンのインナー・テンプルで学んだのち、1730年にイングランドで弁護士資格をとった。しかしマローンが生まれる前年の1740年にイングランドでの業務は失敗に終わり、アイルランドに帰国することになった。父エドモンド・マローンは妻とともに母国アイルランド中部のウェストミーズ県シングルスの郊外にある家族の屋敷に居を定めた。その地で弁護士としての仕事を始め、イングランドでの仕事以上の成功を収めることになる。
マローンの教育に関する次なる記録は10年後の1757年、彼がまだ16歳になっておらず、トリニティ・カレッジ・ダブリンに入学した後である。トリニティ・カレッジでは兄が2年前に学んでおり、また前年に父が名誉学位を受け取っていた。マローンは「模範的な生徒で、生まれつきの勤勉さでもって、一貫して学級のトップにいた」。マローンは学業において優秀な成績を収め、彼の著述に対してカレッジの紋章をスタンプした本を賞としてもらった。4年間の学年度における最初の試験で、最上位の誉れをのちにカレッジの研究員ジェームズ・ドラウト、ジョン・カーニーと分け合った。

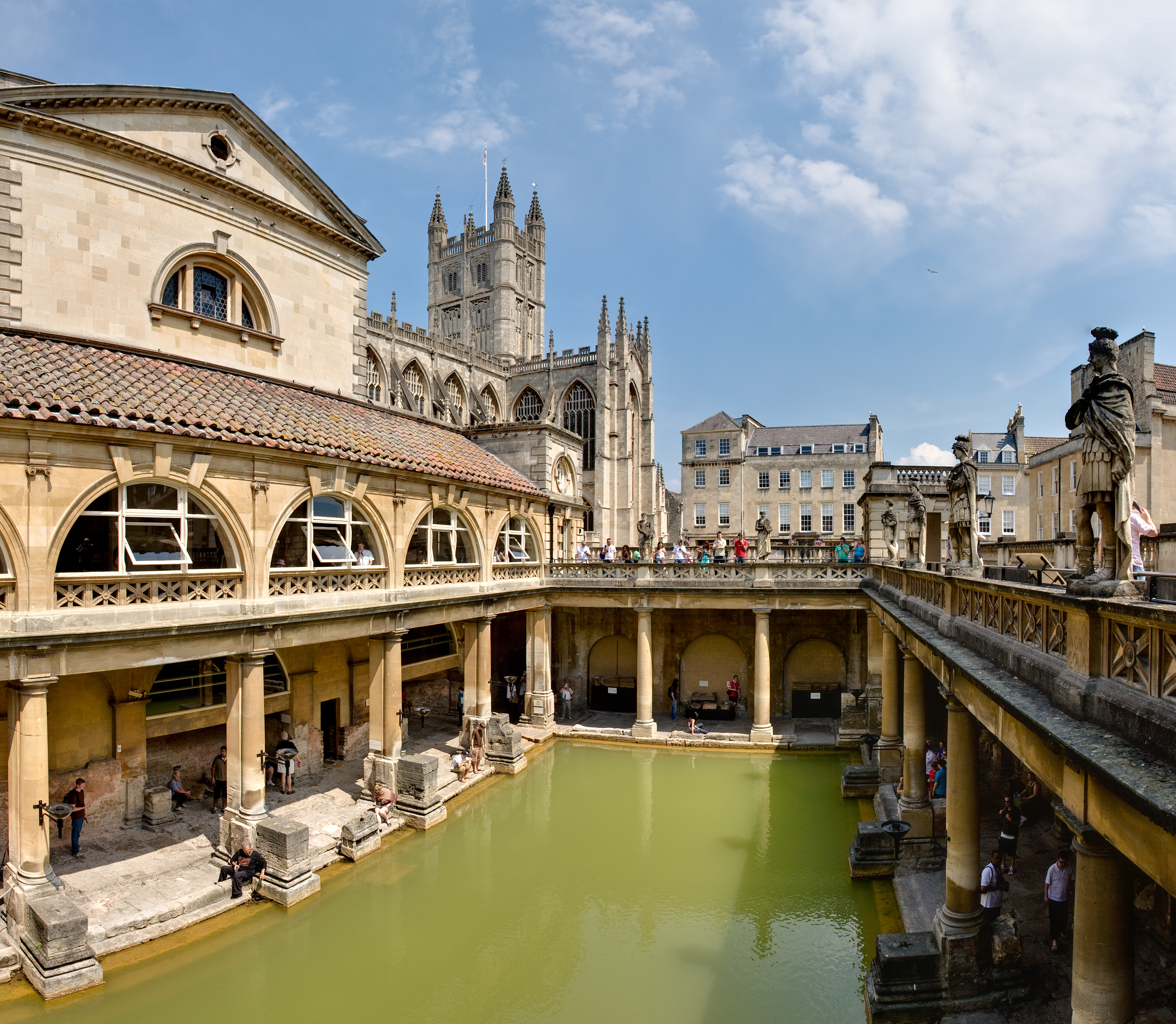
グレート・バース – 柱の基礎よりも上に建てられたすべての建造物は後世の再建である

マローンの学習は1759年の夏、彼と父エドモンド・マローンが母キャサリンに同行してイングランドのハイゲートに行ったことによって中断された。キャサリンの健康状態はある時から悪化しており、当時は歩行も困難になりつつあった。母はハイゲートでの短い滞在ののち、その地の水が健康を与えてくれるものであると考えられていたサマセットのバースにあるローマン・バスに移る。マローンと父は10月にアイルランドへ戻ったが、冬学期を再開させるにはあまりにも遅すぎため、新学期までシングルスに留まり自分で勉強することを選んだ。マローンは父をひとりぼっちにすることを望まなかったためほとんどトリニティ・カレッジに戻るのをやめようとしたが、最終的には1760年1月に学業を再開させた。母キャサリンのバースでの滞在費用は家計に負担を与えたものの、マローンは6月2日の特別な試験ののちにトリニティ・カレッジで奨学金を勝ち取って学寮の奨学生になり、この奨学金は滞在による金銭的な負担をいくらか軽減するものであった。
マローンのトリニティ・カレッジでの最後の試験は1761年、ミカエル祭の期間に行われ、彼は1762年2月23日の卒業に引き続いて文学士の学位を授与された。たった3人のうちの1人として、彼は最高評価を達成している(valde bene)。マローンの父、叔父、祖父はみな法廷弁護士だったため、マローンにとって法律を学ぶという決断は自明の選択だった。1761年に3ポンド6シリング8ペンスを支払ってロンドンでインナー・テンプルへの入場許可をもらったものの、1763年の年初めまで法律の勉強を始めなかった。その中断期間はダブリンで読書をするために費やされ、その後すぐにトリニティ・カレッジ図書館のリーダーに志願している。マーティンは、マローンが読書に費やした期間に「文学についても学んでいただろうとはいえ、恐らく法律に関する勉強をしただろう」と推測した。

### 法学校と弁護士業務

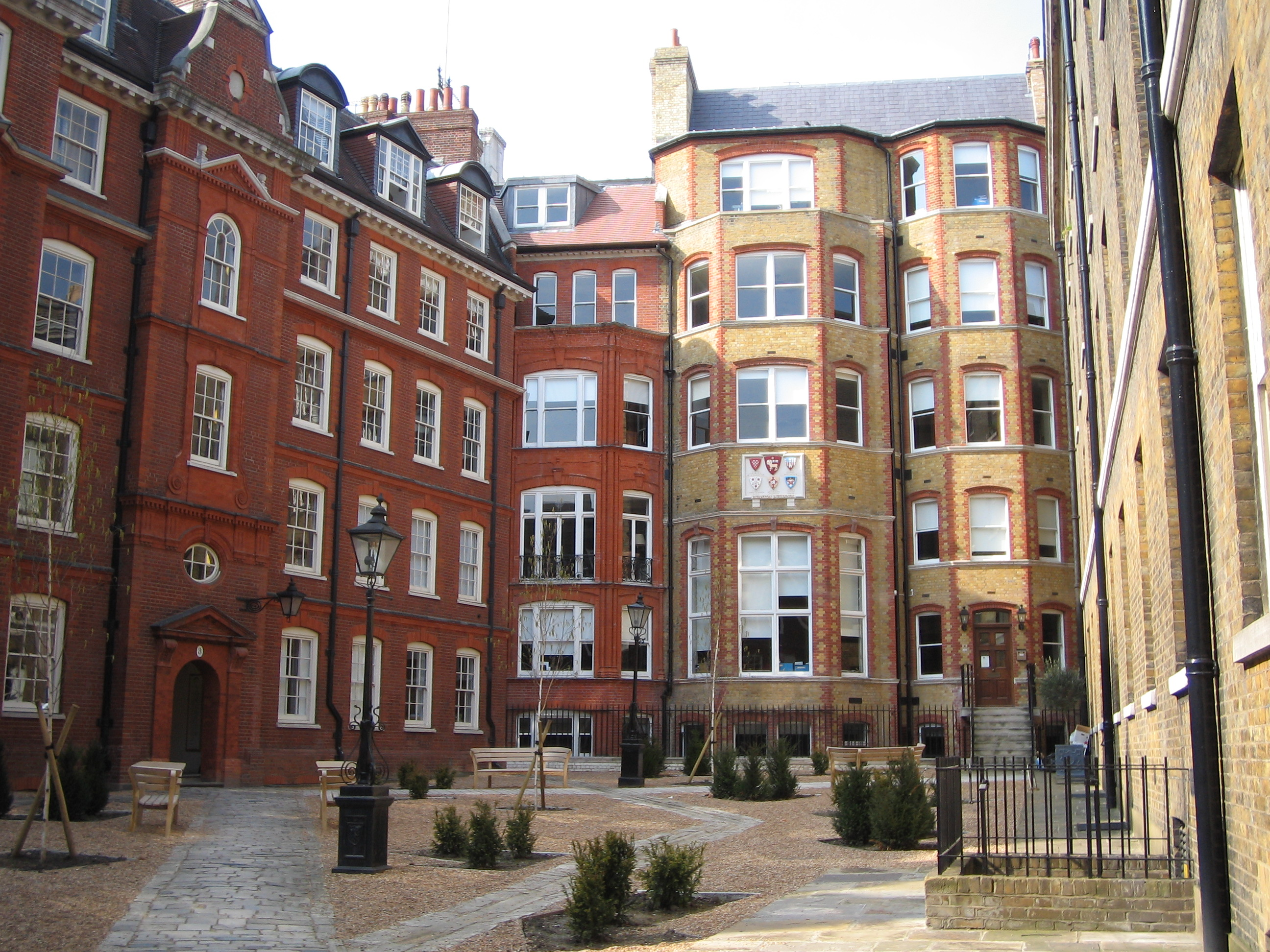
インナー・テンプル

マローンは1763年1月にインナー・テンプルに入学したとされるものの、1763年5月10日に共同食堂でマローンが「ベンチテーブルに来るように誘われた」ということを除いて、彼の学習に関する記録は僅かしか残されていない。ピーター・マーティンは、マローンが誘われたことはギルドにおける同業組合になることにも匹敵すると描写している。学業以外で、マローンは政府と英語の濫用に関する風刺的な論説を出版し、また自分が所蔵している新版のジョナサン・スウィフトの往復書簡に修正を加えた。マローンはジェイムズ・ボズウェルと同じ年にインナー・テンプルに入学したが、2人が出会っていたことを示す証拠はない。

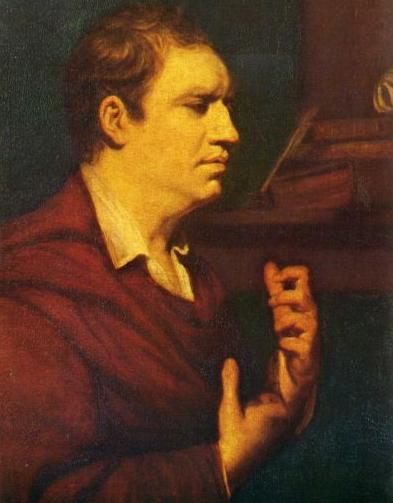
「サミュエル・ジョンソン」 ジョシュア・レイノルズによってキャンバスに描かれた油絵(1769)

さらに重要なことに、この後、マローンの親しい友人トマス・サウスウェルと彼の父エドムンドは、インナー・テンプル通りにある家がマローンの住居と近かったサミュエル・ジョンソンにマローンのことを紹介した。マーティンはこれについて「マローンの生涯で最も重要な出会い」と書いている。マローンのジョンソンとの友情は1784年にジョンソンが亡くなるまで続いていた。マローンはジョンソンとの会話について書き記すことを怠たり、またジョン・チェトウッドの主題に関するマローンの手紙も見つかっていないのにもかかわらず、1756年に開始されたジョンソンのシェイクスピア編纂がちょうどそのとき終わろうとしていたことから、マーティンは間違いなくシェイクスピアが彼らの話題になっていたと推測した。ジョンソンはイングランドとアイルランドの政治家ウィリアム・ジェラード・ハミルトンの個人秘書としての仕事をすぐに始めることから、彼らは法律についてとアイルランドについて共通の関心を見つけていたと推測される。ジョンソンはハミルトンのために穀物法の注釈を完成させた。この草案にハミルトンがアイルランド庶民院で行った2つのスピーチ、またそのほかの種々雑多な著述を合わせ、マローンは『議会の理論』という本を1809年に出版した。
1766年の秋、マローンが南フランスへ旅に出た際、サウスウェル一家は彼の同伴者であった。彼はアヴィニョンとマルセイユを訪れた。この旅の間、マローンは自らの法律家としてのキャリアに疑いを持つようになる。彼はインナー・テンプルを終えたものの未だアイルランドの弁護士業に関するさらなる勉強が必要とされており、彼のモチベーションは減少の一途をたどっていた。とりわけそのモチベーションの低下は、ロンドンとそこにある「コーヒーショップ、劇場、新聞、政治」を離れることを意味するからであった。この点においてマローンと父との間に緊張が生じており、彼の父は裁判官の地位をワージントン卿によって約束されていた。しかしながら、両問題は間もなく、マローンがマルセイユにいる間に父が民訴裁判所での裁判官の地位を継いだため解決された。サウスウェルの人々抜きで12月にロンドンに戻ってきた際、彼は法律家の仕事を続ける新たな決心を周知した。
彼が1767年にアイルランドの弁護士資格を得て、そして1769年まで「可もなく不可もない給与」でマンスターの巡回弁護士会で業務を行った。マローンはこの業務において大きな成功を収めることはできず、ロンドンを恋しく思った。1769年の上旬に彼はスザンナ・スペンサーと激しい恋愛関係を持ったが、結局実りはなかった。未詳の理由によって2人の関係が終了した際、そこには彼らの親族の身分に関係があったのだろう、とマーティンは推測している。マローンは兄とスパで良い夏を過ごしていた間、マローンの姉妹は手紙によって彼の沈んだ気持ちを軽減させ、彼を応援することを試みる内容を書いた。9月のあとしばらくしてからマローンは帰ってきたが、彼の憂鬱は消えなかった。彼は巡回弁護士会で働き、1772年3月以降のある時点でロンドンを訪れた。この訪問は怒りっぽい父親の提案だったかもしれない。どのくらい彼がロンドンに滞在していたのか、そこで何をしていたかについては分かっていない。マローンはアイルランドに帰り巡回弁護士の仕事を再開させたが、私的な手紙にはこの職業が退屈であるとの不満が綴られていた。

### 文学、演劇と政治活動

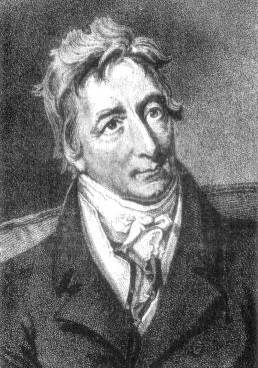
ヘンリー・グラタン

退屈を和らげるため、マローンは個人的に文学の勉強をすることで気を紛らわせた。1774年にトリニティ・カレッジの上級研究員であるトーマス・ウィルソン博士を訪れた際、彼はアレキサンダー・ポープの著作者遺言執行者であるヘンリー・シンジョンによって収集されたポープのいくつかの文書類を発見した。これらの文書類の中には未完の詩『1740』の手書き原稿も含まれていた。マローンは「行間の書き込み、修正、変更」なども含めて原稿の複製を書き起こしたが、彼はそれを出版することに失敗し、オリジナルの原稿はその時以来行方不明である。
1774年4月4日、アイルランド人作家オリバー・ゴールドスミスが亡くなった。生前の1760年代、マローンはゴールドスミスとダブリンやロンドンで会ったことがあり、彼の友人を記念するためにゴールドスミスのアマチュア作品『負けるが勝ち』（1773年）に参加した。その上演は9月27日に行われ、それは強い愛国の意を含んでいた。ノックトファーの庶民院議員であったヘルキュレス・ラングリッシュ卿の田舎の邸宅で上演され、アイルランドの政治家のヘンリー・グラタンとヘンリー・フラッドも芝居に参加した。マーティンの記述によると、「マローンは2つの役割を演じ、彼の文学上の嗜好に関するいくつかの引喩を含む82行にも渡る度を超えた長さのエピローグを書いた。[…[ それはシェイクスピアを賛美し、アイルランドの政治に触れ […[、ステージの上で賛辞で締めくくった」。

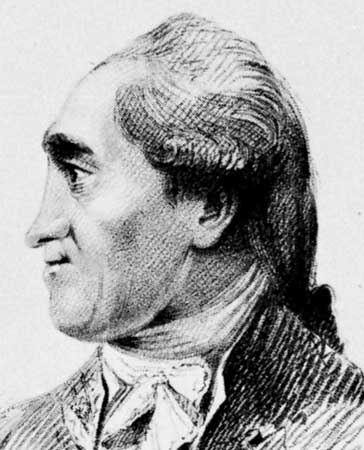
ヘンリー・フラッド

この時代、アイルランドの政治はマローンの心のなかで特別なものであったように思われる。マローンの父は1774年3月22日に予期せず亡くなり、4人の兄弟を残していった。4人の兄弟の収入はささやかだが十分なものだった。マローンは弁護士業務の単調な骨折り仕事から開放され、自らの関心を追い求めた。彼の野望は政治活動であり、1774年の夏、トリニティ・カレッジの議会の候補者に立候補した。マローンの叔父アンソニー・マローンが専制政治を行ったジョージ・タウンゼントの政府に加わっていたことから異議が上がり、トリニティ・カレッジは頑なに反対した。有権者に向けたスピーチで、マローンは叔父を党よりもむしろ原理主義者として守り、彼は自分と彼の友人のために有利になるよりも、自分の有権者のために最善を尽くそうとした。

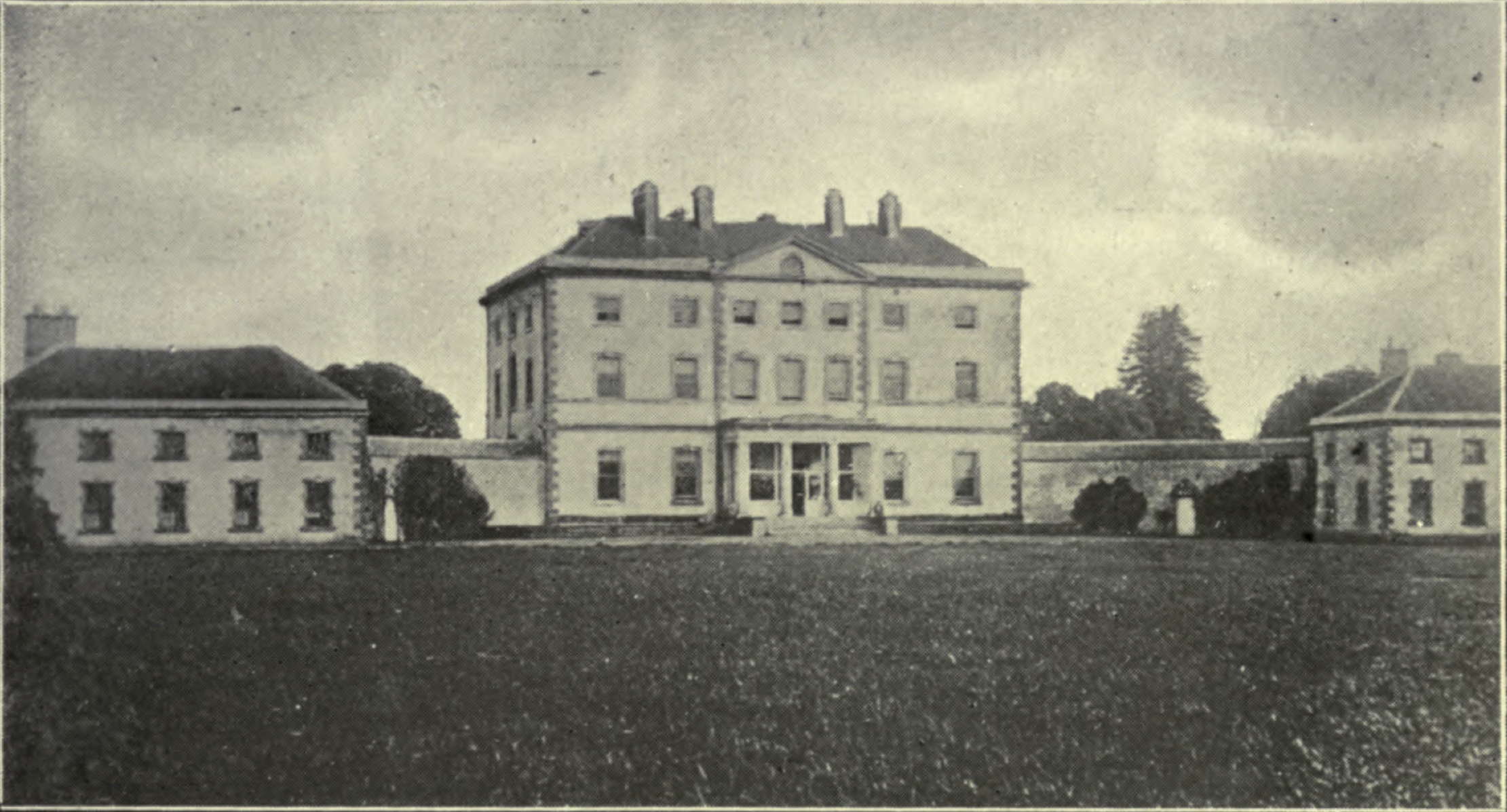
バロンストン、ウェストミーズ県にあるマローンの家族の私有地

マローンは推挙を勝ち取ったものの、1776年5月の選挙終了の数日前にアンソニー・マローンは亡くなり、マローンには一年で1,000 £（現在の価値で約121,460£の価値）が残され、バロンストンの私有地全体はマローンの兄弟リチャードの手に渡った。この遺産によってマローンは学究を行う生活をする自由を手にし、彼は準備されていたゴールドスミスの新版へ貢献することに賛成したいと思ったため、すぐに選挙での指名を諦めた。マローンはゴールドスミスと面識があったり、正しい情報を知っていたり、ゴールドスミスに関する逸話を知っている人物と面談するためにロンドンへと向かった。マローンは6か月間ロンドンに滞在したものの、スザンナ・スペンサーからの手紙やいまは失われたマローンからの返信を除き、当該期間にマローンが何をしていたのかについては分かっていない。1777年2月、マローンは初めてリューマチの発作に苦しみ、アイルランドに戻ってきた。その僅かなのち、Poems and Plays by Oliver Goldsmith(オリバー・ゴールドスミスによる詩・戯曲集)は出版された。マローンは8ページに渡るゴールドスミスの言行録のほか、詩や戯曲の注釈を寄稿した。言行録はリチャード・グローバーによる"Authentic Anecdotes"(事実に基づく逸話集)に基づくもので、同書は1774年5月にThe Universal Magazine (『知識と喜びの総合雑誌』)で刊行され、トリニティでのウィルソン博士の直接の情報と同様にエドマンド・バークが同年『アニュアル・レジスター』に含めていた。

### ロンドンとシェイクスピア

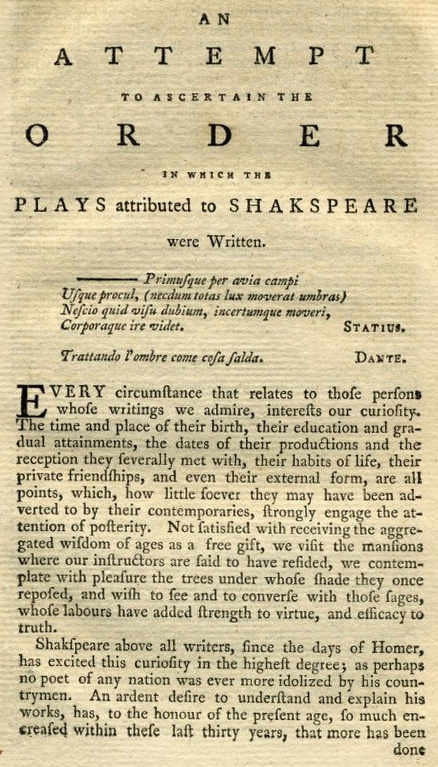
マローンは1778年に初めてシェイクスピアの戯曲年表の試案を構築した学者であった。また彼はシェイクスピアの名前のスペリングを"Shakspeare"であると紹介し、これは数十年間に渡って学問上の基準となっていた

1776年にロンドンでゴールドスミスの言行録の調査を行っている間、マローンはジョージ・スティーヴンズと出会っていた。それまでサミュエル・ジョンソンからジェイコブ・トンソン版シェイクスピア作品集の編集者の職責を相続していたスティーヴンズは、当時第二版の準備に忙しかった。スティーヴンズはマローンの仕事を完成させる手助けをするために彼を招聘した。マローンが着手するのを助けるために、スティーヴンズはジェラルド・ラングベインのAn Account of the English Dramatic Poets　(1691年)をマローンに貸した。その貸した本にスティーブンスは自身が書き込んだメモに加え、ウィリアム・オールディズのメモを追加した。マローンが1777年の前半にアイルランドに戻った際には、マローン自らの手で全ての注釈を複写したもの用意した。マローンは3月30日にその複写を終わらせ、5月1日にアイルランドを離れたのち再び同国で暮らすことはなかった。
マローンはロンドンから42キロメートル離れたサニングヒルの家に移り住み、仕事を始めた。移り住んでから数か月間、彼は間断なく一連の注釈と訂正をスティーヴンズに送り続け、1778年1月には全10巻のThe Plays of William Shakspeare(『シェイクスピア戯曲集』)が出版された。マローンの主な貢献は第一巻の「シェイクスピア作品が書かれた順序を突き止める試み」に見られる。この「試み」は好意的に受け入れられ、スティーヴンズに提供した記録や訂正以上に注目を集めた。マローンにとって初のシェイクスピア研究への貢献が出版されたことで、彼はサニングヒルを離れてロンドンへ居を定めた。最初は一時的にメリルボーン・ストリートに住み、そのあとメリルボーンで現在のフォーリー・ストリートにあった東クイーン・アン通りの55番地に家を借りた。

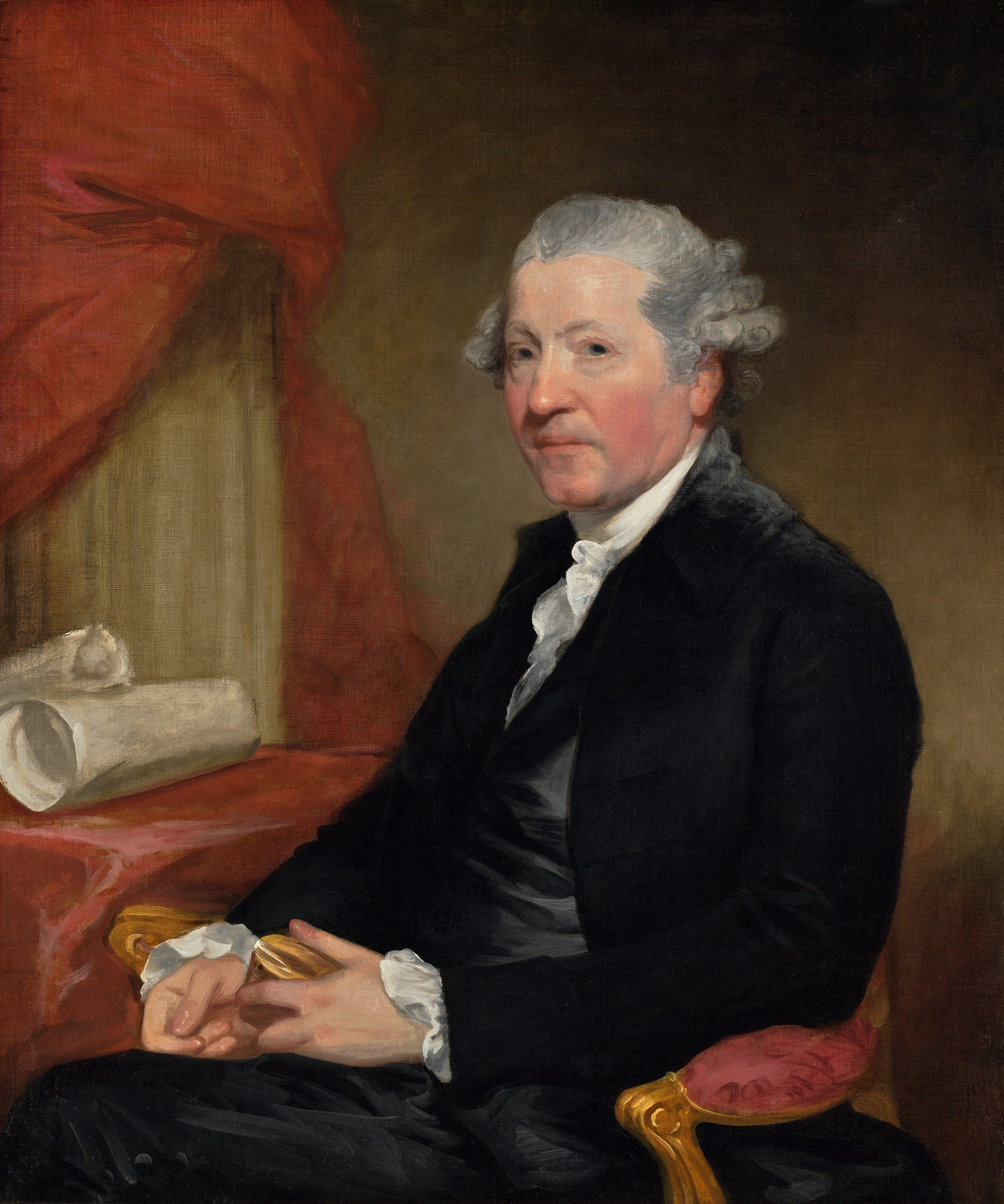
アメリカ人画家ギルバート・ステュアートによって描かれたレイノルズの肖像、キャンバスに油彩、1784年

1778年の後半、マローンは数か月間アイルランドを訪れた。1779年2月にはアイルランドから戻ってきてすぐ、ジョシュア・レイノルズに自らの肖像を描いてもらいはじめた。当時レイノルズは肖像画家として認められており、「顔と肩」を描いてもらうのに35ギニー (£36.75)の費用がかかった。マローンの叔父アンソニー・マローンは1774年にレイノルズに肖像を描いてもらっており、マローン自身も良い交友関係を築いた。2月23日から7月10日までの間に10回も肖像を描かせ、レイノルズの予定表によると、第4代モールバラ公爵ジョージ・スペンサーやイギリスの歴史家で下院議員であったエドワード・ギボン、Anecdotes of the Late Samuel Johnson(『今は亡きサミュエル・ジョンソンの逸話集』)の著者でジョンソンの親しい友人であったヘスター・スレイル、そして4月28日と5月17日には、当時イングランドとアイルランドの国王だったジョージ3世と同じ日に描いてもらっていた。マローンは1792年にレイノルズが亡くなるまで親しい友人であり続け、レイノルズが亡くなる際には、エドマンド・バーク、フィリップ・メトカルフェと共にマローンを遺言執行者に任命した。
マローンの学問上の次なる計画は、ジョンソン&スティーヴンズ版「シェイクスピア」の補遺であった。同版へのマローンの貢献に満足し、スティーヴンズは1664年にフィリップ・チェトウィンドによって出版されていたサード・フォリオの第二版に含まれていたシェイクスピア外典を出版するために彼を招いた。これがマローンのプロジェクトであり、スティーヴンズに嫌々ながらも容認され、マローンは物語の詩やソネット集を含めるために作品を拡充した。しかし両者は互いに密接に仕事を行い、アイザック・リードやウィリアム・ブラックストン、トーマス・パーシーに草稿の懇願を行った。この時点まで、彼らの協力関係は偽りなく生産的なものだった。スティーヴンズはマローンに初めてシェイクスピアを編纂する機会を与え、反対にスティーヴンズは若い学者の仕事から大いに利益を得たものの、補遺の仕事を行っているうちに仲違いをしていった。スティーヴンズはスザンナ・スペンサーの話を持ち出し、マローンのシェイクスピアに関する仕事は彼のスザンナとの不幸な関係から気を紛らわせる手段にすぎないと示唆した。マローンの望みは学者として生活することであったためこのことに腹を立て、スティーヴンズに対して、反対にシェイクスピアの完全な新版を作り出すつもりであり、「ジョンソン&スティーヴンズ版よりも科学的で整然とした版はいずれ実現するだろう」と反論した。彼らはこれらの相違を解決したものの、スティーヴンズはその時すでに自らのシェイクスピア編纂における第一人者の地位が脅かされていると感じ始めていた。マローンは精力的であり尊大で、連続的な流れの校正は年上の編集者をいらいらさせた。緊張感のある関係にもかかわらず、1780年4月の下旬頃、A Supplement to the Edition of Shakespeare, Published in 1778 by Samuel Johnson and George Steevens(1778年発行のサミュエル・ジョンソン、ジョージ・スティーヴンズ版シェイクスピアの補足)は全2巻で出版された。この作品は一般の好意的な評価を受け、特に『ジェントルマンズ・マガジン』と『マンスリー・レビュー』から高い評価を受けた。しかしスティーヴンズが経営権を持っている『セント・ジェームズ・クロニクル』からの批判もあった。マーティンはその批判を「本文や事実関係の些細な点に難癖を付けた匿名の軽薄な記述」から成り、これはスティーヴンズ本人もしくはスティーヴンズの命令によって書かれたものであろうと書いている。
マローンは亡くなった際、シェイクスピアの八つ折り判の新たな版の仕事をしており、それらの資料は有名なボズウェルの息子に残された。

## 著書
- 1778 – "An Attempt to Ascertain the Order in Which the Plays Attributed to Shakspeare Were Written", in The Plays of William Shakespeare in Ten Volumes, Samuel Johnson and George Steevens, eds. (1778), 2nd ed., vol I, pp. 269–346.
- 1780 – Supplement to Johnson and Steevens's edition of Shakespeare's Plays.
- 1787 – A Dissertation on the Three Parts of King Henry VI.
- 1790 – The Plays and Poems of William Shakespeare.
- 1792 – A Letter to the Rev. Richard Farmer; Relative to the Edition of Shakspeare, published in MDCCXC, and some late criticisms on that work. (This is the date of the 2nd edition.)
- 1796 – An inquiry into the authenticity of certain miscellaneous papers and legal instruments published 24 Dec MDCCXCV and attributed to Shakspeare, Queen Elizabeth and Henry, Earl of Southampton.
- 1800 – The Critical and Miscellaneous Prose Works of John Dryden, Now First Collected: With Notes and Illustrations; an Account of the Life and Writings of the Author Grounded on Original and Authentick Documents. Four volumes.
- 1801 – The Works of Sir Joshua Reynolds, Knight.
- 1809 – Parliamentary Logick [4]
- 1809 – An account of the incidents from which the title and part of the story of Shakspeare's Tempest were derived; and its true date ascertained.
- 1821 – Life of Shakespeare. In Works of Shakespeare (1821), Volume II.

## 後世の評価
16世紀から17世紀前半の英国の戯曲研究を行うマローン・ソサエティはマローンに倣って名付けられた。